# Новополяна
Новополя́на — село в Україні, у Суботцівській сільській громаді Кропивницького району Кіровоградської області. Населення становить 67 осіб.

## Населення
Згідно з переписом УРСР 1989 року чисельність наявного населення села становила 104 особи, з яких 43 чоловіки та 61 жінка.
За переписом населення України 2001 року в селі мешкало 67 осіб.

### Мова
Розподіл населення за рідною мовою за даними перепису 2001 року:
| Мова       | Відсоток |
| ---------- | -------- |
| українська | 83,58 %  |
| російська  | 16,42 %  |